# Le Chevalier, la Mort et le Diable
Pour l’article homonyme, voir Le Chevalier, la Mort et le Diable.
Ne doit pas être confondu avec Le Chevalier, la Dame, le Diable et la Mort.
Le Chevalier, la Mort et le Diable ou, plus anciennement, Le Cheval de la mort (en allemand, Ritter, Tod und Teufel, Der Reuther) est l'une des trois Meisterstiche (estampes maîtresses) avec Melencolia I et Saint Jérôme dans sa cellule datant de 1514, du peintre et graveur allemand Albrecht Dürer (1471-1528), réalisées à une époque où il cesse presque de travailler la peinture et la gravure sur bois pour se concentrer sur la gravure sur cuivre.
L'image est imprégnée d'une iconographie et d'un symbolisme complexes, dont la signification précise a été débattue pendant des siècles.
L'œuvre réalisée en 1513 est mentionnée par Giorgio Vasari comme l'une de « plusieurs feuilles d'une telle excellence que rien de plus beau ne peut être réalisé ». Elle a été largement copiée et a eu une grande influence sur les écrivains allemands ultérieurs. Le philosophe Friedrich Nietzsche fait référence à l'œuvre dans son travail sur la théorie dramatique, La Naissance de la tragédie (1872), pour illustrer le pessimisme, alors qu'elle a ensuite été idéalisée au XXe siècle par les nazis comme représentant l'Aryen racialement pur, et a parfois été utilisée dans leur imagerie de propagande.

## Description
Cette gravure sur cuivre, datée de 1513, représente un homme armé à cheval, le diable qui a la griffe étendue comme pour le saisir et la Mort, également à cheval, présentant un sablier : un chevalier en armure, accompagné de son chien, traverse une gorge étroite flanquée d'un diable à tête de chèvre et de la figure de la Mort chevauchant un cheval blême. Le chien, qui est associé à la loyauté et à la foi (fides) est un motif fréquemment utilisé par Dürer. Dans la partie inférieure droite, un lézard, associé au zèle envers Dieu, s'enfuit en sens inverse.
La Mort est représentée comme une figure barbue et malade avec des cheveux de serpent sur un vieux cheval et avec le sablier comme symbole de l'éphémère. Le diable est une création particulièrement imaginative, un mélange de différents animaux, donc plutôt un centaure avec des cornes et une lance à la main.
Le cadavre en décomposition de la mort tient un sablier, rappel de la brièveté de la vie. Le cavalier se déplace à travers la scène en détournant les yeux des créatures qui se cachent autour de lui, et semble presque méprisant des menaces : il est donc souvent considéré comme un symbole de courage. L'armure du chevalier, le cheval qui domine les bêtes, les feuilles de chêne et la forteresse au sommet de la montagne sont symboliques de la résilience de la foi, tandis que le sort du chevalier peut représenter le voyage terrestre des chrétiens vers le royaume de Dieu.
La présence d'une queue de renard accrochée à la lance indique qu'il s'agit probablement d'un soldat de l'armée de Maximilien Ier du Saint-Empire,.
Une scène de château est visible en arrière-plan, qui ressemble à Nuremberg à l'époque. La « vue de dessous » utilisée par Dürer est remarquable : sous le système racinaire, le chevalier est pour ainsi dire enterré vivant, plus près de la mort que ne le suggère l'expression de son visage.
En bas à gauche se trouve une tabula ansata reprenant les initiales de l'artiste et l'année de création de l'œuvre. Au-dessus se trouve un crâne, autre symbole de la mort.

## Histoire
Une esquisse de l'œuvre existe, faite en 1498. Elle représente un homme déjà âgé monté sur un cheval au repos. Ce dessin paraît avoir été fait d'après nature et dans le haut on lit une inscription allemande de la main d'Albrecht Dürer qui constate que telle était l'armure en usage à cette époque en Allemagne (« Daz ist die rustung zw der czeit jm Tewtzschlant gewest. 1498 »).
Il est probable que Dürer se soit inspiré de modèles équestres, notamment ceux de Léonard de Vinci. On peut aussi faire un parallèle avec l'œuvre de l'Augsbourgeois Hans Burgkmair représentant Maximilien Ier à cheval en 1508.

## Analyse

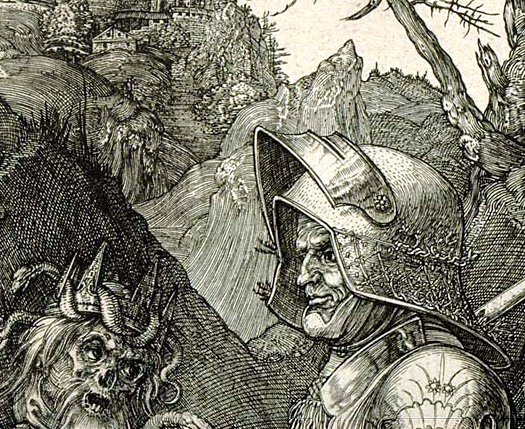
Détail.

Les deux autres Meisterstiche de l'artiste contiennent aussi un objet en forme de crâne, un chien et un sablier, tous les trois de taille identique. La gravure est fortement redevable au style gothique. Beaucoup de formes se fondent les unes dans les autres. Le contour du cheval est construit à partir d'une série de courbes imbriquées, tandis que le menton du chevalier est réalisé dans la ligne de son casque. Ces deux personnages centraux sont entourés d'un enchevêtrement de branches, de harnais et de cheveux qui, selon l'historien de l'art Raymond Stites, contrastent avec la figure relativement solide du chevalier et de son cheval pour en faire une « idée tangible dans un monde aux formes changeantes ». L'homme est représenté regardant obstinément droit devant lui; il ne permet pas que sa ligne de vision soit interrompue ou distraite par les démons à côté de lui.
Selon Elizabeth Lunday, « la figure squelettique de la Mort se dresse d'une pâleur fantomatique contre l'obscurité d'un rocher ombragé, tandis que le diable, une créature ressemblant à une chèvre à plusieurs cornes, se cache parmi les racines des arbres épars. » La Mort est représentée avec son cheval en arrière-plan à gauche et rendue sans nez ni lèvres dans des tons plus clairs que les autres personnages. Un crâne est vu au premier plan inférieur, directement dans le chemin du chevalier, tandis qu'un chien court entre les deux chevaux.
La gravure s'inspire du psaume 23 (22) : « Bien que je marche dans la vallée de l'ombre de la mort, je ne crains aucun mal ». Le Chevalier, la Mort et le Diable est daté et signé par l'artiste ; en bas à gauche de la tablette est inscrit « S. (=Salus/en l'an de grâce) 1513. ».
Le chevalier représente la vita activa, une vie active et combattante, mais qui prend aussi le risque de mourir bientôt au combat. Il pourrait donc s'agir d'un memento mori, que le crâne à côté du panneau avec les initiales AD et l'année tente également d'exprimer symboliquement.
Le cheval, en particulier, est habilement représenté dans des formes géométriques qui rappellent Léonard de Vinci et reflètent l'intérêt de la Renaissance pour les sciences naturelles et l'anatomie. Son harnachement et sa robe soyeuse font écho à la rutilance de l'armure du chevalier. L'animal concentre l'attention du spectateur, non seulement parce qu'il occupe toute la largeur de la feuille, mais aussi parce que son traitement à l'antique rompt avec le reste de la composition, marqué par la tradition nordique. Dürer livre ici le résultat le plus abouti de ses réflexions approfondies sur le canon de l'animal et accentue le caractère idéal de la monture du cavalier par le contraste avec la Mort. Le repentir visible sous la jambe arrière droite de l'animal rend compte d'une quête de perfection inépuisable. Pour son cheval idéal, Dürer puise indubitablement à des sources italiennes, au premier rang desquelles le monument équestre à Gattamelata de Donatello (1447), à Padoue, et la statue du Colleone d'Andrea del Verrocchio (1492), à Venise, ainsi que le projet de Léonard pour le Monument Sforza. Cette œuvre constitue assurément la parfaite illustration de ses écrits théoriques perdus et une sorte de testament pictural que l'artiste, lui aussi concerné par la mort comme le rappelle le crâne placé juste au-dessus du cartouche portant son monogramme, souhaitait transmettre à sa postérité.

## Interprétation

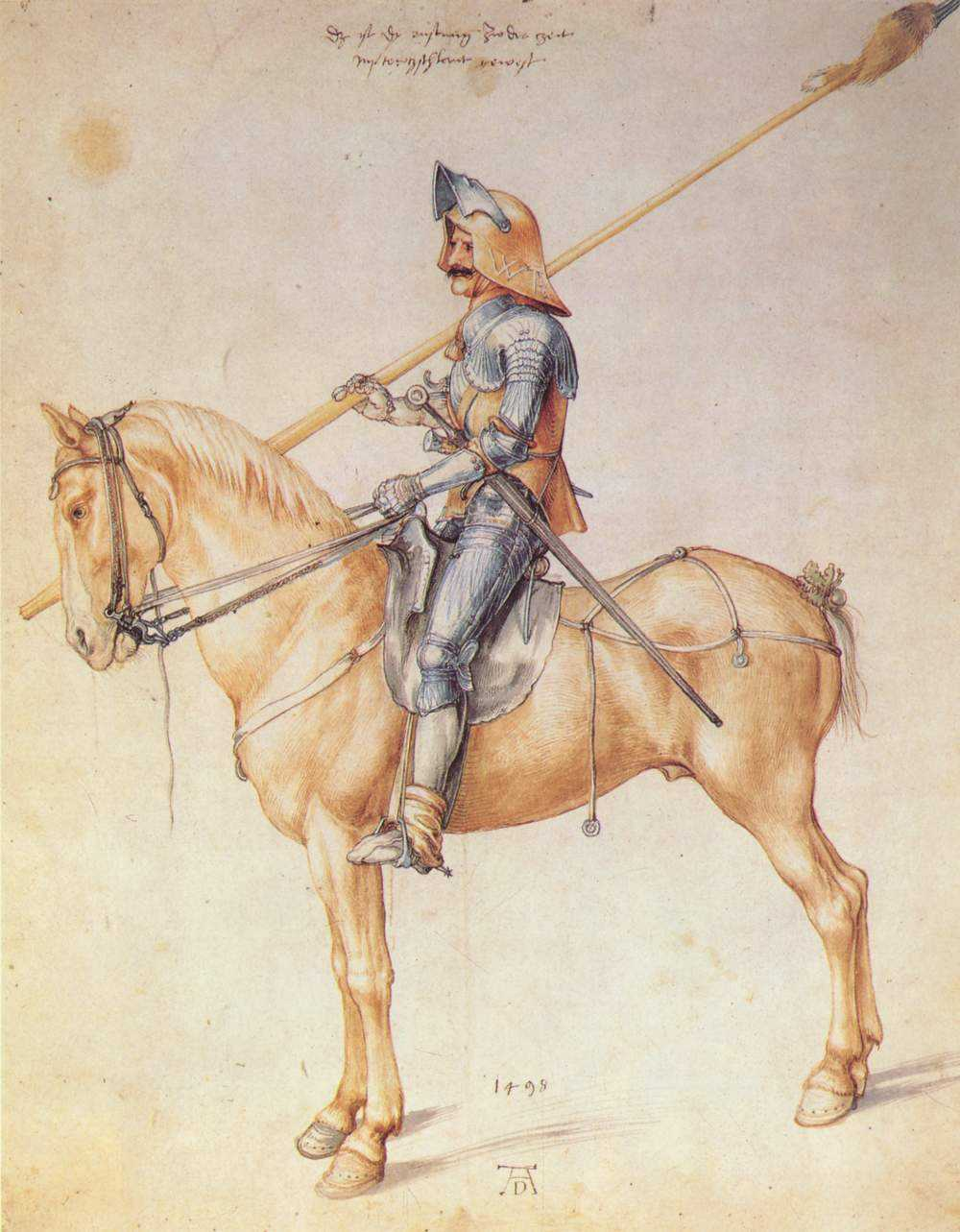
Étude d'un reître, 1498

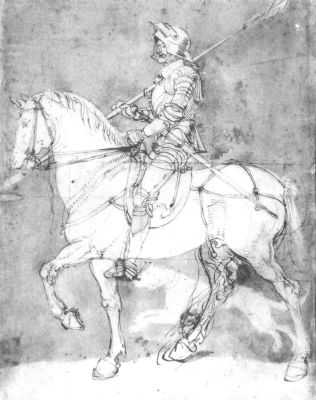
Chevalier sur cheval, étude, vers 1512–1513.

L'œuvre est créée alors que Dürer est au service de Maximilien Ier, mais n'est pas une commande et ne contient pas de message ouvertement politique. Au lieu de cela, elle se réfère à un sens médiéval de la moralité et regorge d'images gothiques,. La gravure présente des similitudes d'ambiance et de ton avec l'une des autres grandes estampes de Dürer, Melencolia I. Le chevalier semble résigné et ses traits du visage sont abattus. Sa posture sombre contraste avec l'allure robuste de son cheval. Alors que son armure peut le protéger contre les démons environnants, le crâne sur une souche est disposé devant le cheval et la chute du sable est retenue par la Mort face au chevalier. Selon l'écrivain Dorothy Getlein, « il y a un sentiment d'obsolescence chez le chevalier accompagné de la Mort et du diable ». Le critique d'art du New York Times Holland Cotter note que la composition suit, peu de temps après, la mort douloureuse de la mère bien-aimée de Dürer.
La mort, le diable et le paysage sont tous rendus d'une manière sombre et sont typiques de la Renaissance nordique. Les personnages environnants menacent le chevalier, qui est apparemment protégé par son armure littérale et l'armure figurée de sa foi, l'« armure de Dieu ». Certains historiens de l'art pensent qu'il est lié aux publications en 1502, de l'humaniste et théologien néerlandais Érasme, Enchiridion militis christiani :  le chevalier peut être vu comme l'archétype du chevalier allemand qui poursuit sa quête sans se laisser distraire par le diable et ignorant calmement la mort. Cette lecture a été reprise par Erwin Panofsky qui contribua à l'imposer.
On a cru reconnaître au XIXe siècle, en pleine période nationaliste, le chevalier allemand Franz von Sickingen (1481-1523), l'un des personnages les plus notables de la première période de la Réforme protestante ou le chevalier chrétien médiéval sans peur et sans reproche, thèmes aussi développés dans l'Enchiridion militis christiani.
L'historien de l'art autrichien du XIXe siècle Moritz Thausing suggère que Dürer a créé Le Chevalier, la Mort et le Diable dans le cadre d'un cycle de quatre œuvres, chacune conçue pour illustrer l'un des quatre tempéraments. Selon Thausing, l'œuvre était destinée à représenter le tempérament sanguin, d'où le « S » qui y est gravé.
On considère généralement que la représentation est une célébration littérale, bien que pointue, de la foi chrétienne du chevalier, ainsi que des idéaux de l'humanisme. L'homme du XVIe siècle qu'était Vasari y voyait déjà une allégorie du courage de l'homme.
Une interprétation alternative a été présentée en 1970 par l'écrivain Sten Karling, et plus tard par Ursula Meyer, qui suggèrent que l'œuvre ne cherche pas à glorifier le chevalier, mais dépeint plutôt un raubritter, un chevalier brigand, ou un de ces soldats qui démobilisés se livrent dans les campagnes, au pillage et au meurtre au XVIe siècle, comme ceux que la Ville de Nuremberg avait du reste l'habitude d'employer. Pour celui-ci, point de salut, le crâne signifie à terme la mort et le diable qui l'accompagne la damnation, une conception reprise en 1728 par le pasteur Heinrich Conrad Arend et que Pierre Vaisse réaffirme avec force en 2006. Ce dernier s'appuie sur le titre que Dürer lui-même donne à son œuvre dans son carnet de voyage aux Pays-Bas, employant le terme de Reuter (variante régionale de Reiter), qui ne saurait, selon l'historien, se confondre avec celui de Reiter (« chevalier »). Dans ce cas, l'œuvre représenterait un mercenaire fier et orgueilleux, entièrement dévoué à la puissance matérielle. Convaincu de son invincibilité, il brave sardoniquement la Mort qui tente de se placer sur son chemin. Pour l'heure, le diable ne parvient qu'à l'effleurer, mais l'issue est proche, comme le rappellent à la fois le niveau du sablier et le crâne posé à terre sur sa route.
Les historiens soulignent l'absence de symbolisme chrétien ou religieux dans l'œuvre et la queue du renard enroulée sur la lance du chevalier : dans la légende grecque, la queue du renard est un symbole de cupidité, de ruse et de trahison, ainsi que de luxure et de prostitution. Cependant, les chevaliers étaient couramment représentés dans l'art contemporain avec une queue de renard attachée au bout de leur lance. De plus, la queue de renard était une forme courante d'amulette protectrice. Dans cette interprétation, la Mort et le diable ne sont que les compagnons du chevalier dans son voyage, pas des présages.
En général, Dürer s'en tient toujours stylistiquement à la tradition médiévale des représentations équestres, bien qu’il s’efforce de respecter les proportions dans la représentation.
L'historien de l'art Mathias F. Müller interprète la gravure en relation avec la quatrième période de renouvellement de la Ligue de Souabe en 1512-13 : l'iconographie de la gravure doit être comprise comme un avertissement moral urgent adressé aux membres et comme une allégorie de la fugacité de la renommée et de l'honneur.

## Rayonnement

### En Allemagne

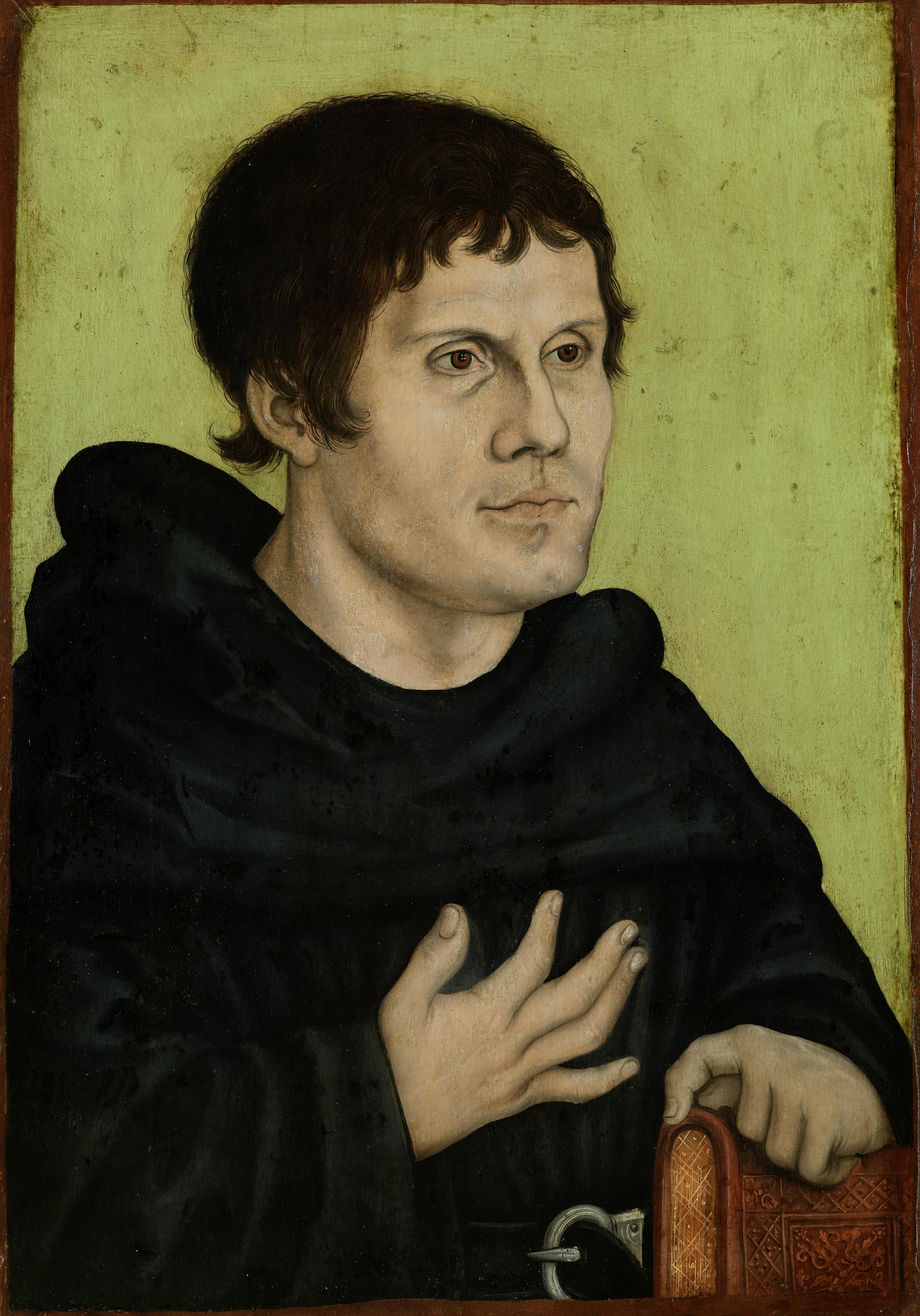
Atelier de Lucas Cranach l'Ancien, Portrait posthume de Martin Luther en tant que frère augustin.

En Allemagne, cette œuvre a inspiré de nombreux écrits, a été exploitée à des fins idéologiques diverses et tient une place particulière dans la conscience collective.
La gravure a inspiré à l'écrivain romantique allemand Friedrich de La Motte-Fouqué son Sigurd der Schlangentöter, ein Heldenspiel (1808), première dramatisation allemande moderne des lieds des Nibelungen).
En 1870, Friedrich Nietzsche donne une copie de la gravure à Richard Wagner. Pour Nietzsche, l'œuvre représente un « futur courageux » et son sujet central, un « symbole de notre existence ». À ce titre, il en donne un exemplaire à sa sœur, Elisabeth Förster-Nietzsche, à la veille de son émigration au Paraguay. Après la Première Guerre mondiale, les écrivains Thomas Mann et Ernst Bertram la décrivent comme proche de ce que Nietzsche pouvait enseigner sur le sort de l'Allemagne. Bien que Dürer n'ait pas rencontré Martin Luther, ses écrits indiquent qu'il l'admirait beaucoup, et la gravure pourrait bien avoir été conçue comme un hommage envers lui.
Dürer est idéalisé à partir des années 1920 par des idéologues au sein du parti nazi comme « le plus allemand des artistes allemands ». Lors d'un rassemblement nazi en 1927, le philosophe, théoricien et idéologue nazi, puis criminel de guerre condamné, Alfred Rosenberg compare les sturmabteilungs rassemblés au guerrier dans  Le Chevalier, la Mort et le Diable, s'exclamant que « dans tout ce que vous faites, rappelez-vous que pour les nationaux-socialistes une seule chose compte : crier au monde : Et même si le monde est plein de démons, il faut quand même gagner ! » En 1933, le maire de Nuremberg offre à Adolf Hitler un tirage original de l'estampe et décrit Hitler comme le « chevalier sans peur ni blâme, qui, en tant que Führer du nouveau Reich allemand, porte une fois de plus et multiplie la renommée de l'ancienne ville impériale de Nuremberg dans le monde entier. »

### En littérature
En 1968, l'éditeur argentin Galerna publie un volume dans la série de livres Variations on a Theme, le thème de ce volume étant la gravure de Dürer. Parmi les auteurs invités à écrire, figure l'écrivain et poète argentin Jorge Luis Borges, qui écrit un poème intitulé Ritter, Tod, und Teufel (I). Borges écrit plus tard un autre poème nommé Ritter, Tod und Teufel (II), publié par Atlántida. Dans le premier poème, il loue le courage du chevalier en écrivant : « Etant / brave, Teuton, tu seras sûrement / digne du Diable et de la Mort. » Dans le second, il compare son propre état à celui du chevalier en écrivant: « C'est moi et non le chevalier que le vieil homme au visage blanc, la tête couronnée de serpents qui se tordent, exhorte. ».
Marco Denevi écrit aussi pour Variations on a Theme, avec son histoire Un chien dans l'eau-forte de Dürer « Le chevalier, la mort et le diable ». Dans celle-ci, il n'essaie pas de dire qui est le chevalier ou de quelle guerre spécifique le chevalier revient, car « toutes les guerres sont des fragments d'une seule guerre, toutes les guerres constituent la guerre sans nom, simplement la guerre, la Guerre, donc que bien que le chevalier revienne d'un voyage à travers un fragment de la guerre, c'est comme s'il avait parcouru toutes les guerres et toute la Guerre ». Denevi note la présence du chien, du Diable et de la Mort, écrivant que « le chien a senti sur l'armure du chevalier la puanteur de la Mort et de l'Enfer, car le chien sait déjà ce que le chevalier ne sait pas, il sait que dans l'aine du chevalier une pustule a commencé à distiller les sucs de la Peste, et que la Mort et le Diable attendent le chevalier au pied de la colline pour l'emmener avec eux ».

### Autres
Le tableau Le Gué, peint par Paul Gauguin en 1901, comporte de nombreuses ressemblances avec la célèbre eau-forte de Dürer. Le peintre en possédait d'ailleurs une reproduction qu’il a collée au dos de son journal Avant et après.
Ritter, Tod und Teufel est le titre d'un CD audio de Carlos Perón et Peter Ehrlich, sorti en 1996.

### Diffusion
La plupart des cabinets des estampes avec une collection importante ont une copie de l'œuvre ; il existe de nombreuses impressions, souvent tardives et usées, dans les collections privées.

## Filmographie
- Le Chevalier, la Mort et le Diable, vidéo HD de Bertrand Renaudineau et Gérard Emmanuel da Silva, commentaires de Pierre Vaisse, Maxime Préaud et Philippe Mohlitz, 35 min, coll. « Impressions fortes », éditions Gallix, 2009